# Австралийский синхротрон

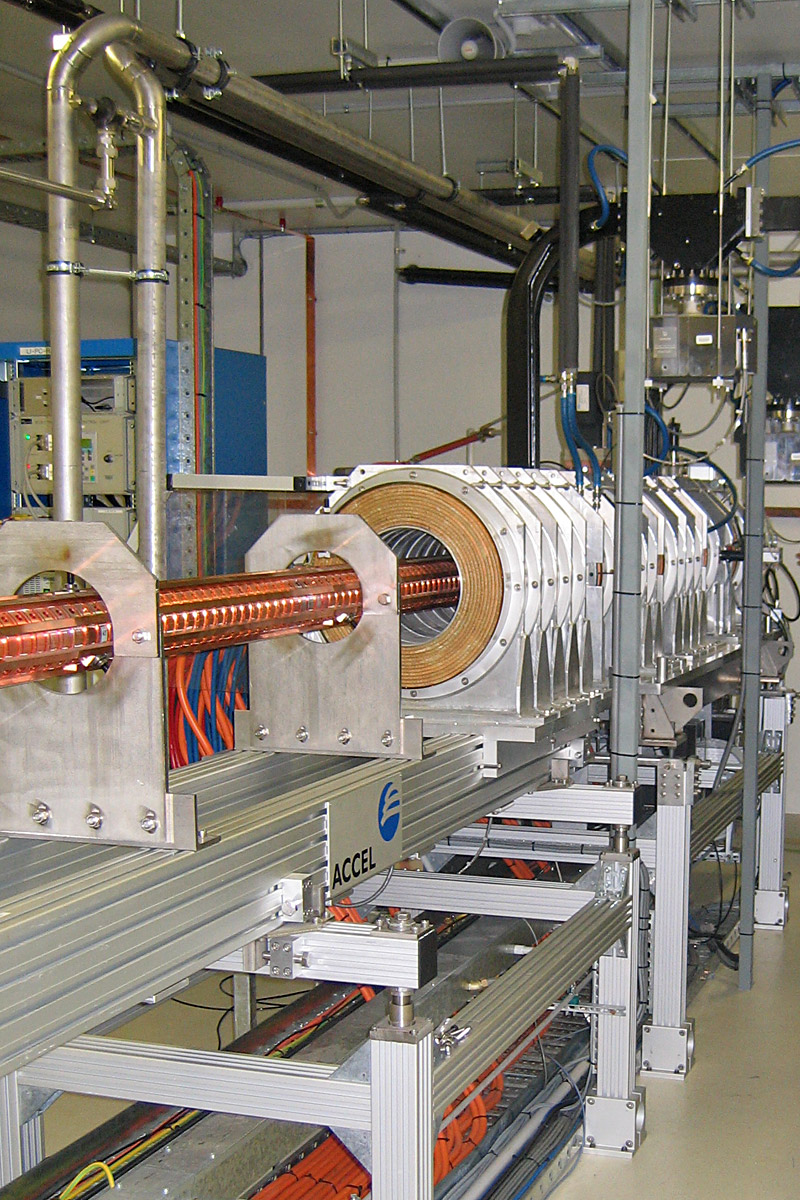
Линейный ускоритель и группирующие резонаторы.

Австралийский синхротрон (ASP, Australian Synchrotron Project) — ускоритель электронов на энергию 3 ГэВ, специализированный источник синхротронного излучения рентгеновского диапазона, критическая энергия фотонов 7.8 КэВ (длина волны 0.16 нм). Построен в Мельбурне, открытие состоялось 31 июля 2007 года. Синхротрон расположен в Клейтоне, пригороде Мельбурна на месте кинотеатра на колёсах, рядом с научно-исследовательскими лабораториями компании «Telstra» и через дорогу от клейтонского кампуса университета Монаша.

## Устройство

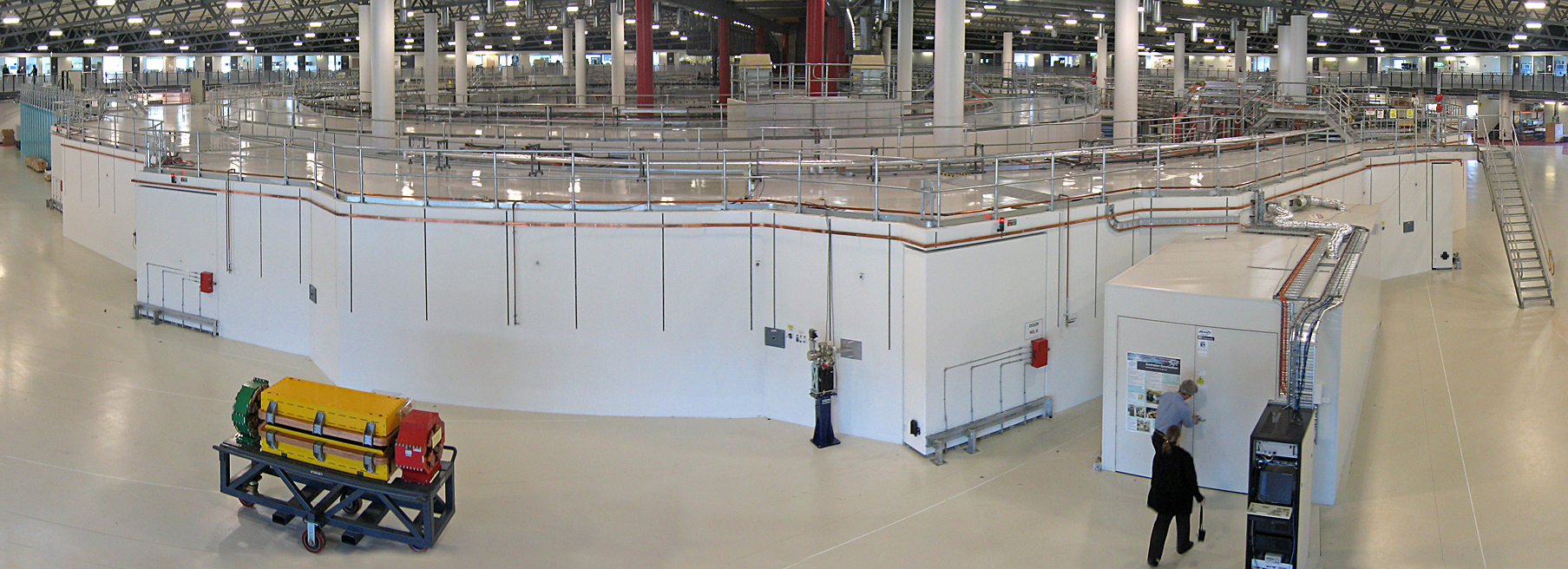
Внутри здания австралийского синхротрона. Основную часть изображения занимает бункер накопительного кольца, справа помещение экспериментальной станции. В середине накопительного кольца можно рассмотреть бустерное кольцо и линейный ускоритель.

Ускорительный комплекс Австралийского синхротрона устроен по стандартной схеме: электронная пушка → линейный ускоритель → бустер на полную энергию → основное накопительное кольцо с устройствами для генерации СИ.

### Электронная пушка
Электронная пушка нужна для создания пучка электронов, необходимого для генерации синхротронного излучения. Сперва, благодаря эффекту термоэлектронной эмиссии, нагретый металлический катод испускает электроны, которые затем ускоряются электрическим полем до энергии 90 КэВ и попадают в линейный ускоритель.

### Линейный ускоритель
Линейный ускоритель (линак) использует серию высокочастотных резонаторов, действующих на частоте 3 ГГц, чтобы ускорить пучок электронов до энергии 100 МэВ. Длина его составляет 15 метров. Для эффективного ускорения, пучок электронов должен быть разделён на отдельные сгустки. Процесс разделения (бунчирование) производится в начале линейного ускорителя специальными 499.65 МГц резонаторами. Линак работает с частотой повторения 1 Гц. Расположенные вдоль линака квадрупольные магниты помогают сфокусировать пучок электронов.

### Бустер

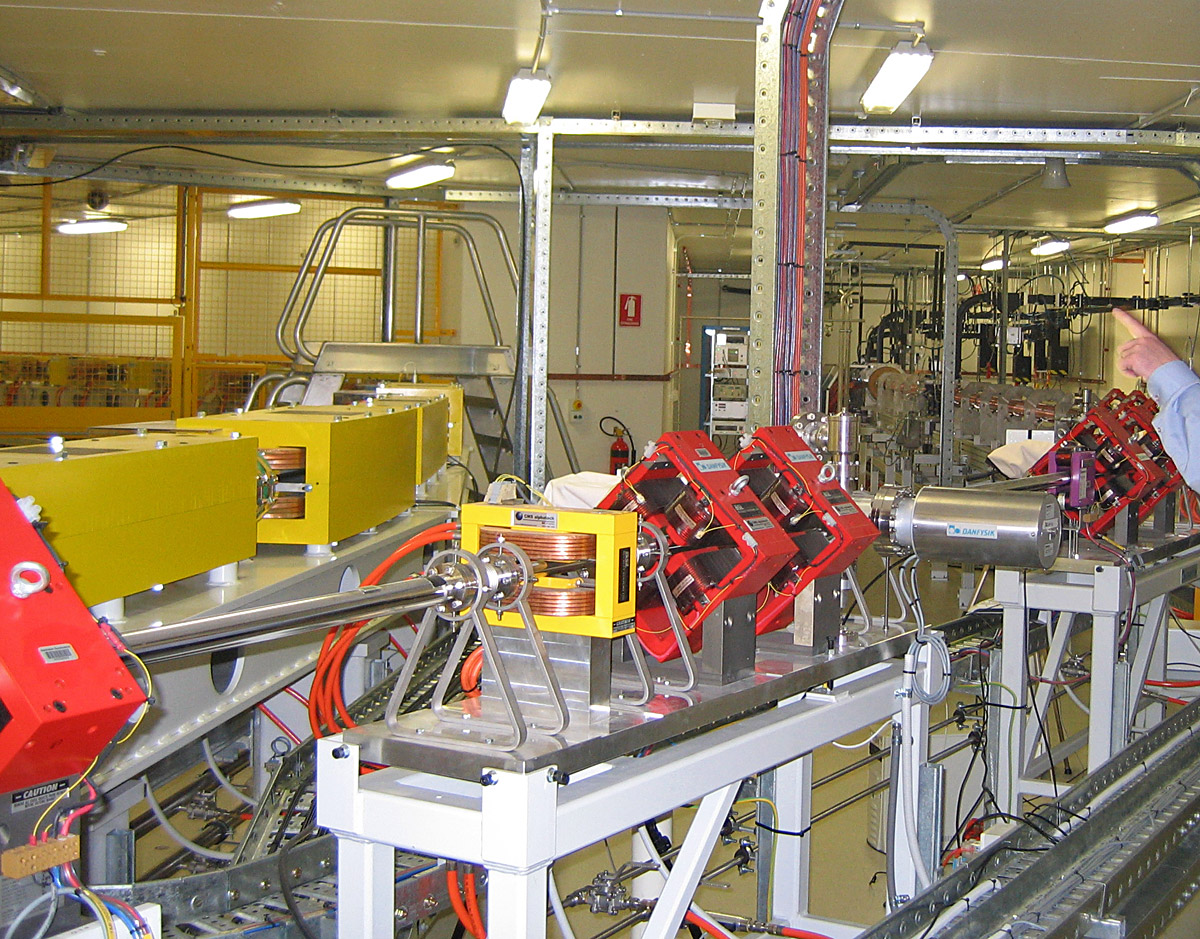
В центре изображения — канал транспортировки электронного пучка из линака (виден справа сзади) в бустерное кольцо (слева).

Из линейного ускорителя пучок электронов попадает в синхротрон-бустер, где увеличивает свою энергию от 100 МэВ до 3 ГэВ. Бустерное кольцо периметром 130 метров, собранное из FODO-ячеек на магнитах с совмещёнными функциями, содержит один ВЧ-резонатор, работающий на частоте 499.65 МГц, который ускоряет (в течение многих оборотов) пучок электронов.

### Накопительное кольцо
Наконец, ускоренные электроны прибывают в накопительное кольцо. Оно имеет периметр 216 метров и состоит из 14 практически идентичных суперпериодов. Каждый суперпериод состоит из прямолинейного промежутка и поворота, каждый поворот содержит два дипольных магнита и сделан по схеме DBA (Double Bend Achromat). Каждый дипольный магнит может быть использован как источник синхротронного излучения, а в большинство прямых секций можно поставить дополнительные источники СИ (вигглеры и ондуляторы), что, в конечном итоге, позволяет выводить синхротронное излучение одновременно более чем на 30 пользовательских станций. Два прямолинейных промежутка заняты 499.65 МГц высокочастотными резонаторами, с амплитудой напряжения 3 МВ, которые компенсируют потери энергии электронов на излучение (более 900 КэВ за один оборот).
Накопительное кольцо также содержит множество квадрупольных и секступольных магнитов, необходимых для фокусировки пучка и коррекции хроматизма. По проекту время жизни пучка с током в 200 мА составляет 20 часов.

### Вакуумная система
Пучок электронов во время ускорения в бустере, транспортировки в канале, и циркуляции в накопительном кольце движется в очень высоком вакууме. Вакуум необходим, так как любые столкновения электронов с молекулами газа приведут к быстрой деградации качества пучка (рост эмиттанса) и сократят его время жизни. Вакуум получают, сохраняя пучок в системе труб из нержавеющей стали с множеством непрерывно работающих вакуумных насосов. Обычно в накопительном кольце поддерживается давление около 10−8 Па.

### Система управления
Каждый цифровой и аналоговый канал ввода-вывода связан с записью базы данных входящей в высокоточно-настроенную распределенную систему баз данных под названием EPICS. Состояние системы проверяется и контролируется по специальным графическим пользовательским интерфейсам связанным с определёнными записями в базе данных. Контроль физически-связанных параметров пучка осуществляется с помощью MATLAB, который также обеспечивает инструменты анализа данных и взаимодействие с компьютерной моделью ускорителя.